# دينا لي
دينا لي (بالإنجليزية: Dinah Lee)‏ هي مغنية نيوزيلندية، ولدت في 19 أغسطس 1946 في وايميت ‏ في نيوزيلندا.